# Тамара (царица)
Тама́ра (груз. თამარ; 1166 год — 1213 год) — царица («мепе», груз. მეფე) Грузии. Одна из правителей знаменательного периода истории Грузии — «золотого века грузинской истории».
Происходила из династии Багратионов, была дочерью царя Георгия III и царицы Бурдухан, дочери аланского царя Худдана.
Тамара продолжала деятельность царя Давида IV Строителя и способствовала широкому распространению православия по всей Грузии, строительству храмов и монастырей.
В православии причислена к лику святых, в русских житиях иногда именуется Тамарой Великой.

## Царствование Тамары

### Восшествие на престол
Тамара была коронована в Уплисцихе в качестве соправительницы своего отца в 1178 году. Это произошло сразу после мятежа принца Демны и клана Орбелиани, в ситуации, когда у царя не было наследника, и обстановка в стране была нестабильной. После смерти царя Тамара была повторно коронована в Гелатском монастыре (1184). Она немедленно созвала собор для устранения неурядиц в церковной жизни и установления административного порядка. Были отрешены от кафедры недостойные архиереи, смещены злоупотреблявшие своей властью правители, церкви освобождены от повинностей, участь крестьян облегчена, водворён внутренний мир.

### Первый брак
В 1185 году Патриарх, епископы и придворные единодушно решили найти мужа юной Тамаре, для поиска которого на Русь (ввиду общности православной веры) был отправлен купец Зоровавель, который познакомился с Георгием, сыном Андрея Боголюбского (он же — Юрий), «юношей доблестным, совершенным по телосложению и приятным для созерцания».
Через некоторое время опасения Тамары оправдались: согласно грузинским источникам, Георгий проявил себя пьяницей и совершал «много неприличных дел». Тамара на протяжении двух с половиной лет терпела пороки мужа и обращалась к нему через «достойных монахов, затем сама лицом к лицу принялась обличать его», однако Георгий лишь сильнее рассвирепел и стал совершать ещё более пагубные поступки, и тогда Тамара, «проливая слезы, отправила его в изгнание, снабдив несметным богатством и драгоценностями». Изгнанный Георгий в 1187 году поселился в Константинополе.

После расторжения брака бывший супруг Тамары стал её врагом и с большим греческим войском двинулся из Константинополя в Грузию для возвращения потерянного престола. Сторонники Юрия заняли Кутаиси, и он был коронован во дворце Гегути, его сторонники совершали набеги до самого города Гори, но все же мятеж был подавлен. Юрий был повторно изгнан, его сторонники наказаны (клан Джакели лишен владений). Это произошло в 1191 году. Так как, будучи мужем Тамары и командуя войсками, Юрий освободил от мусульман Двин и многие другие армянские земли, то армянские источники, в отличие от грузинских, отзываются о нём очень благосклонно.

### Второй брак и укрепление грузинского государства
Почти сразу после первого изгнания Юрия Тамара вступает в новый брак — с аланским царевичем Давидом Сосланом. После этого Тамара открывает наступательную политику. Она завоёвывает Тавриз, Эрзерум, одерживает блестящую победу над султаном ардебильским. Шамхорская битва (1195) приносит ей громкую славу, отголоски которой слышатся в русском сказании об иверской царице Динаре. Победоносное её шествие завершается поражением (1203) Нукардина, султана алеппского.

В октябре 1210 г. заключила Тридцатилетнее перемирие с султаном Египта Аль-Адиль I Абу Бакр ибн Айюбом. Тамара была признана царицей от Понта до Гургана (Каспия) и от Спери (линия от Трапезунда к Карсу) до Дербента, «Хазаретии и Скифии».

### Культурная жизнь
При дворе Тамары собирается плеяда славных писателей, которые развили и усовершенствовали грузинский язык. Её правление ознаменовано поэтической деятельностью Шавтели и Чахруха, посвятивших «богоподобной царице» восторженные оды.
В царствование Тамары развивается светская романическая словесность в прозе, представителями которой являются Хонили, автор «Амиран Дареджаниани», и Саргис Тмогвели, переводчик персидской повести о Висе и Рамине. Наконец, в её царствование Шота Руставели написал поэму  «Витязь в тигровой шкуре». Легендарная история, приписывающая Тамаре все замечательные храмы и крепости Грузии, недалека от истины: множество памятников искусства создано именно ею. Среди них — роскошный дворец Вардзиа, высеченный в скалах неподалёку от Ахалцихе, вмещающий в себя до 360 покоев. Христианство и гражданственность среди кавказских горцев распространялись благодаря энергии и заботам Тамары. Её имя с одинаковым благоговением передаётся в поэтических сказаниях различных народностей Кавказа.

### Последние годы жизни. Кончина
Год смерти Тамары точно неизвестен, таковым считается 1209, 1210 или 1213-й. Смерть наступила от болезни, которая началась в резиденции Начармагеви. Тамара переехала в замок Агарани (предположительно, современная Коджорская крепость) около Тбилиси, где и умерла. Её тело было перенесено в Мцхету, затем в Гелати, где и захоронено. Однако точное место захоронения не установлено и археологические исследования не дали результатов.

## Родословная Тамары
|  |                                 |  |  |  |  |  |  |  |  |  |  |  |  |  |  |  |
|  | Георгий II, царь Грузии         |  |  |  |  |  |  |  |  |  |  |  |  |  |  |  |
|  |                                 |  |  |  |  |  |  |  |  |  |  |  |  |  |  |  |
|  |                                 |  |  |  |  |  |  |  |  |  |  |  |  |  |  |  |
|  | Давид IV Строитель, царь Грузии |  |  |  |  |  |  |  |  |  |  |  |  |  |  |  |
|  |                                 |  |  |  |  |  |  |  |  |  |  |  |  |  |  |  |
|  |                                 |  |  |  |  |  |  |  |  |  |  |  |  |  |  |  |
|  | Елена                           |  |  |  |  |  |  |  |  |  |  |  |  |  |  |  |
|  |                                 |  |  |  |  |  |  |  |  |  |  |  |  |  |  |  |
|  |                                 |  |  |  |  |  |  |  |  |  |  |  |  |  |  |  |
|  | Деметре I, царь Грузии          |  |  |  |  |  |  |  |  |  |  |  |  |  |  |  |
|  |                                 |  |  |  |  |  |  |  |  |  |  |  |  |  |  |  |
|  |                                 |  |  |  |  |  |  |  |  |  |  |  |  |  |  |  |
|  | Кюрике II, царь Лори            |  |  |  |  |  |  |  |  |  |  |  |  |  |  |  |
|  |                                 |  |  |  |  |  |  |  |  |  |  |  |  |  |  |  |
|  |                                 |  |  |  |  |  |  |  |  |  |  |  |  |  |  |  |
|  | Русудан Армянская               |  |  |  |  |  |  |  |  |  |  |  |  |  |  |  |
|  |                                 |  |  |  |  |  |  |  |  |  |  |  |  |  |  |  |
|  |                                 |  |  |  |  |  |  |  |  |  |  |  |  |  |  |  |
|  | Георгий III, царь Грузии        |  |  |  |  |  |  |  |  |  |  |  |  |  |  |  |
|  |                                 |  |  |  |  |  |  |  |  |  |  |  |  |  |  |  |
|  |                                 |  |  |  |  |  |  |  |  |  |  |  |  |  |  |  |
|  | Тамара                          |  |  |  |  |  |  |  |  |  |  |  |  |  |  |  |
|  |                                 |  |  |  |  |  |  |  |  |  |  |  |  |  |  |  |
|  |                                 |  |  |  |  |  |  |  |  |  |  |  |  |  |  |  |
|  | Тамара Великая                  |  |  |  |  |  |  |  |  |  |  |  |  |  |  |  |
|  |                                 |  |  |  |  |  |  |  |  |  |  |  |  |  |  |  |
|  |                                 |  |  |  |  |  |  |  |  |  |  |  |  |  |  |  |
|  | Худдан, царь Алании             |  |  |  |  |  |  |  |  |  |  |  |  |  |  |  |
|  |                                 |  |  |  |  |  |  |  |  |  |  |  |  |  |  |  |
|  |                                 |  |  |  |  |  |  |  |  |  |  |  |  |  |  |  |
|  | Бурдухан Аланская               |  |  |  |  |  |  |  |  |  |  |  |  |  |  |  |
|  |                                 |  |  |  |  |  |  |  |  |  |  |  |  |  |  |  |
|  |                                 |  |  |  |  |  |  |  |  |  |  |  |  |  |  |  |

## Царица Тамара в литературе и фольклоре

### Летописные источники
В историческом трактате «Жизнь царицы цариц Тамар» историк Басили Эзосмодзгвари уделяет меньше внимания военным и политическим событиям, а больше концентрируется на придворной жизни. Также он даёт описание внешности царицы Тамары:
«Правильно сложенное тело, тёмный цвет глаз и розовая окраска белых ланит; застенчивый взгляд, манера царственно вольно метать взоры вокруг себя, приятный язык, весёлая и чуждая всякой развязности, услаждающая слух речь, чуждый всякой порочности разговор...».

### Житие
Грузинская православная церковь причислила Тамару к лику святых (см. ниже), по этой причине было написано житие царицы Тамары.

### Образ в грузинской поэзии
Шота Руставели так писал о Тамаре:

«…Лев, служа Тамар-царице, держит меч её и щит.

Мне ж, певцу, каким деяньем послужить ей надлежит?

Косы царственной — агаты, ярче лалов жар ланит.

Упивается нектаром тот, кто солнце лицезрит.

Воспоём Тамар-царицу, почитаемую свято!

Дивно сложенные гимны посвящал я ей когда-то.

Мне пером была тростинка, тушью — озеро агата.

Кто внимал моим твореньям, был сражён клинком булата…»

Вся знаменитая поэма «Витязь в тигровой шкуре» была посвящена поэтом своей царице:

«…Мастерство, язык и сердце мне нужны, чтоб петь о ней.

Дай мне силы, вдохновенье! Разум сам послужит ей…»

Вообще, поэты-современники царицы восхваляли её ум, красоту и прочие достоинства (кротость, трудолюбие, послушание, религиозность), не скупясь на эпитеты. «Всё царствование Тамары окружено поэтическим ореолом».

### Народные предания
В «Энциклопедическом словаре Брокгауза и Ефрона» было зафиксировано народное поверье, согласно которому Тамара не умерла, а «спит в золотой колыбели; когда дойдет до неё голос людской скорби, она проснется и вновь воцарится», поверье поддерживалось отсутствием точных указаний на местонахождение её могилы. Там же отмечалось, что грузинские горцы воспринимают Тамару как святую целительницу всех недугов.

### Современная художественная проза
Жизнь царицы Тамары и её борьба с владетельными князьями описаны в историческом романе Александры Воиновой «Тамара и Давид», в котором отражена значительная эпоха истории Грузии — рубеж XII—XIII столетий, когда древняя Грузия (Иверия) достигла наивысшего расцвета своей государственной, хозяйственной и культурной жизни.

### Поздний миф о любовниках
В России ходит миф о том, что у Тамары будто бы были любовники, которых она убивала и бросала тела в Терек, однако это именно миф, причём весьма поздний. Впервые сюжеты грузинской истории и грузинские легенды стали известны в России из мемуаров Жана Шардена, который никаких любовников Тамары не упоминает. Нет этой темы и у Пушкина. Она появляется у Лермонтова в стихотворении «Тамара» 1841 года, где упоминается — без каких-либо уточнений — некая «царица Тамара», когда-то будто бы жившая в башне на берегу Терека, в Дарьяльском ущелье.
Имеется объяснение, согласно которому Лермонтов отразил грузинскую легенду о коварной княжне Дарье, которой якобы принадлежал Дарьяльский замок, имя же мифической княжны отразило название ущелья: Дарьял — Дарья. Легенду, сюжетно совпадающую со стихотворением, привёл в своей книге «Voyage dans la Russie meridional…» французский путешественник Жак Франсуа Гамба.
Имеется также предположение, что этот сюжет — переиначенная история, связанная с Тамарой Имеретинской, женой картлийского царя Луарсаба I, известной своим плохим характером. Она жила в XVII веке и соединяла в себе редкую красоту и вероломство.
Впоследствии этот миф растиражировал Маяковский, который упоминает этот сюжет в поэмах «Владикавказ-Тифлис» и «Тамара и Демон».

## Церковное почитание
В православии царица Тамара причислена к лику святых, в русских житиях именуется Тамарой Великой. Церковная память царицы Тамары отмечается 1 (14) мая, а также в Неделю жён-мироносиц (переходящее празднование).

## Иная память
- В честь царицы Тамары назван астероид (326) Тамара, открытый в 1892 году.
- Имя «Царица Тамара» во время Второй мировой войны носил 822-й пехотный батальон (нем. Bataillon 822 «Königin Tamara») Грузинского легиона из состава Восточных легионов войск Вермахта нацистской Германии.
- Имя царицы Тамары носит расположенный вблизи посёлка Местиа Аэропорт имени Царицы Тамары[14] и ряд улиц в различных населённых пунктах Грузии.
- В городе Ахалцихе установлен памятник царице Тамаре[15].
- Портрет царицы Тамары изображён на лицевой стороне банкноты в 50 лари.
- В 2009 году Парламент Грузии учредил государственную награду Орден Царицы Тамары.

## Комментарии
1. ↑  Эта книга упоминается Лермонтовым в «Герое нашего времени», см. цитируемый источник Архивная копия от 10 марта 2016 на Wayback Machine.